# Cecropia peltata
Cecropia peltata är en nässelväxtart som beskrevs av Carl von Linné. Cecropia peltata ingår i släktet Cecropia och familjen nässelväxter. Inga underarter finns listade i Catalogue of Life.

## Bildgalleri

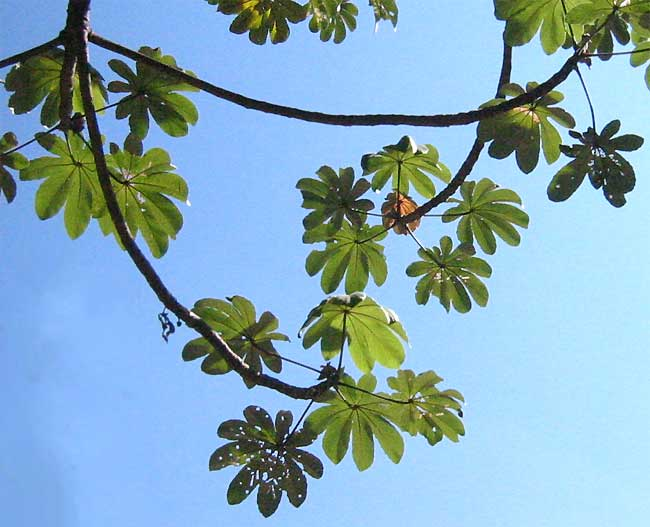
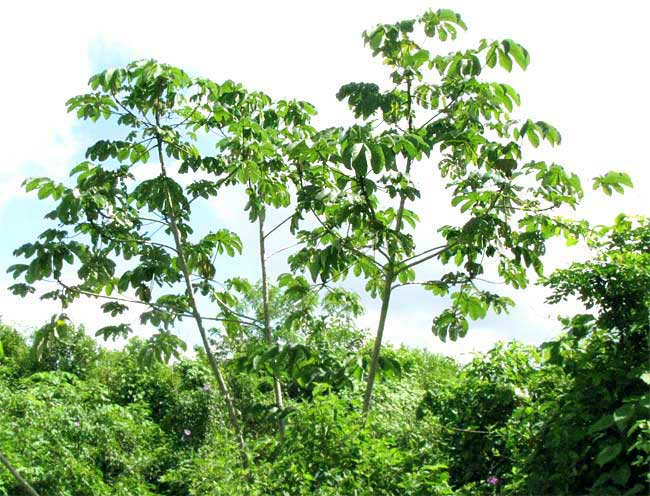
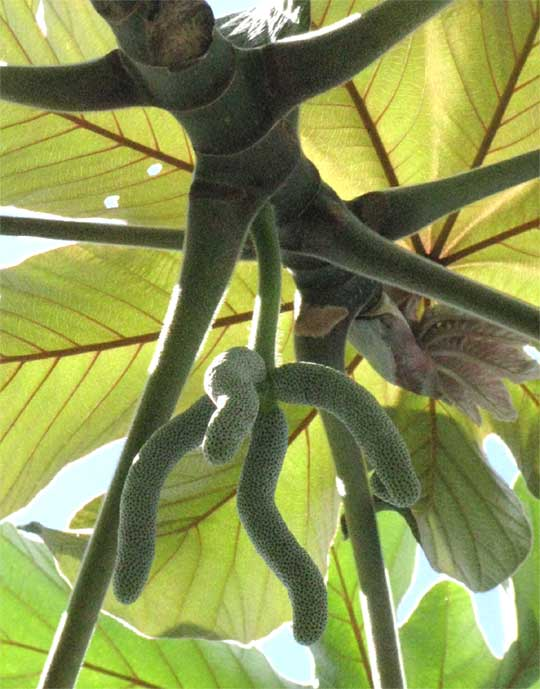
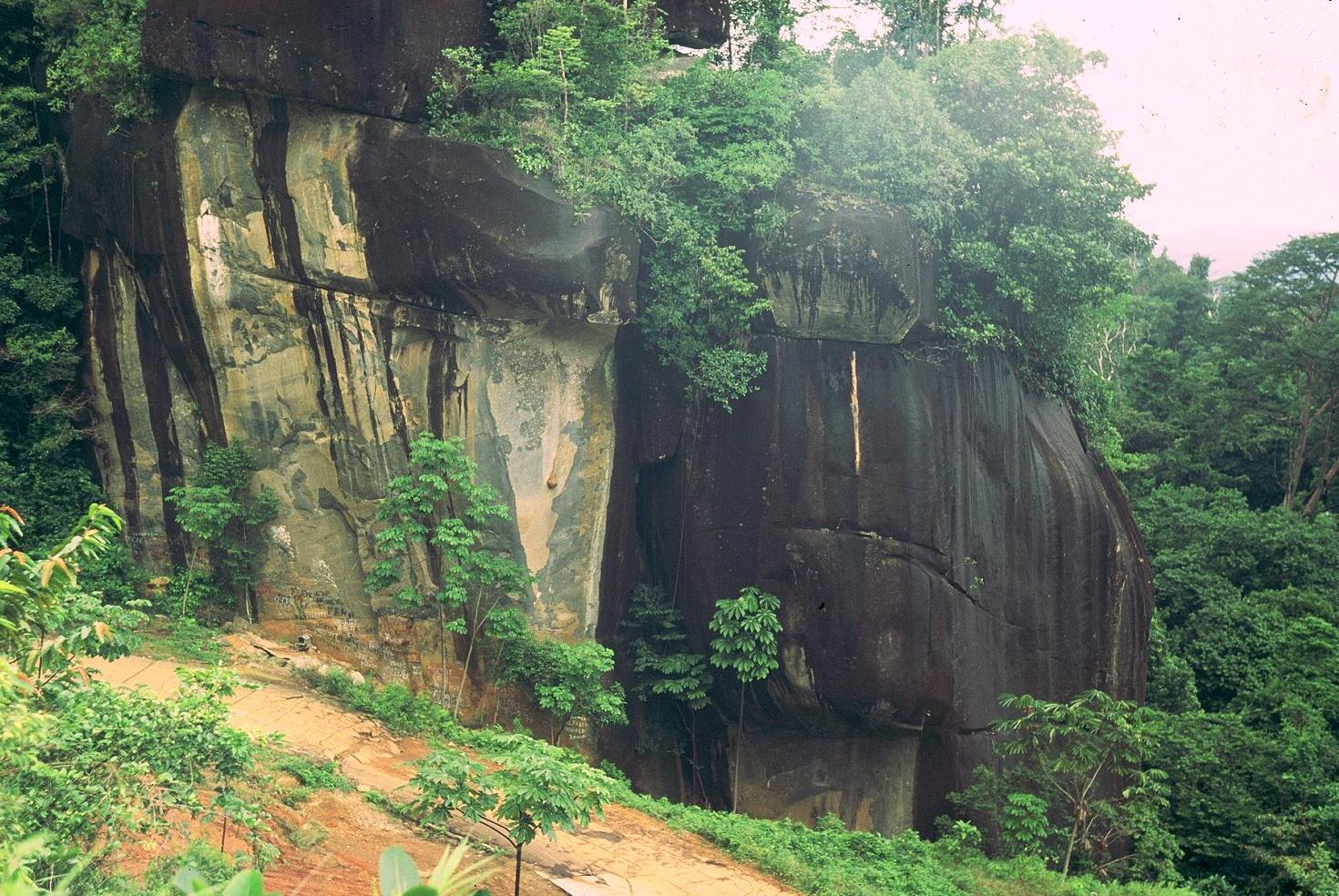
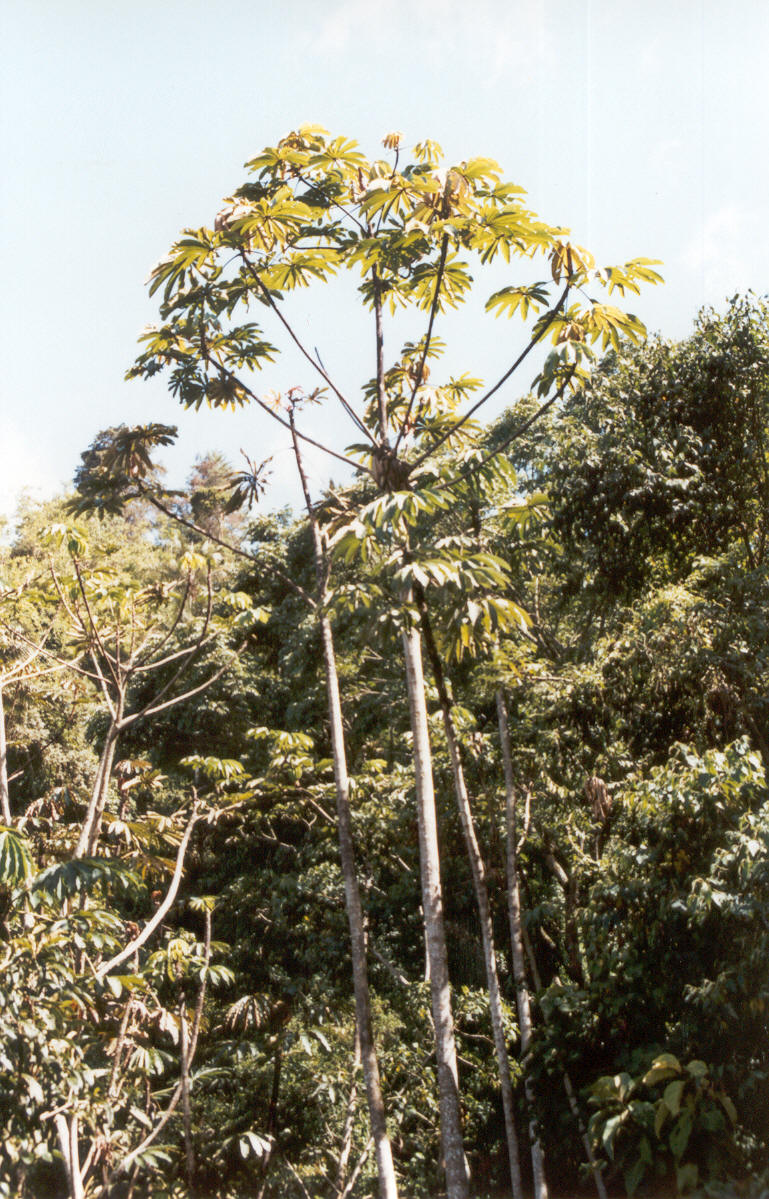
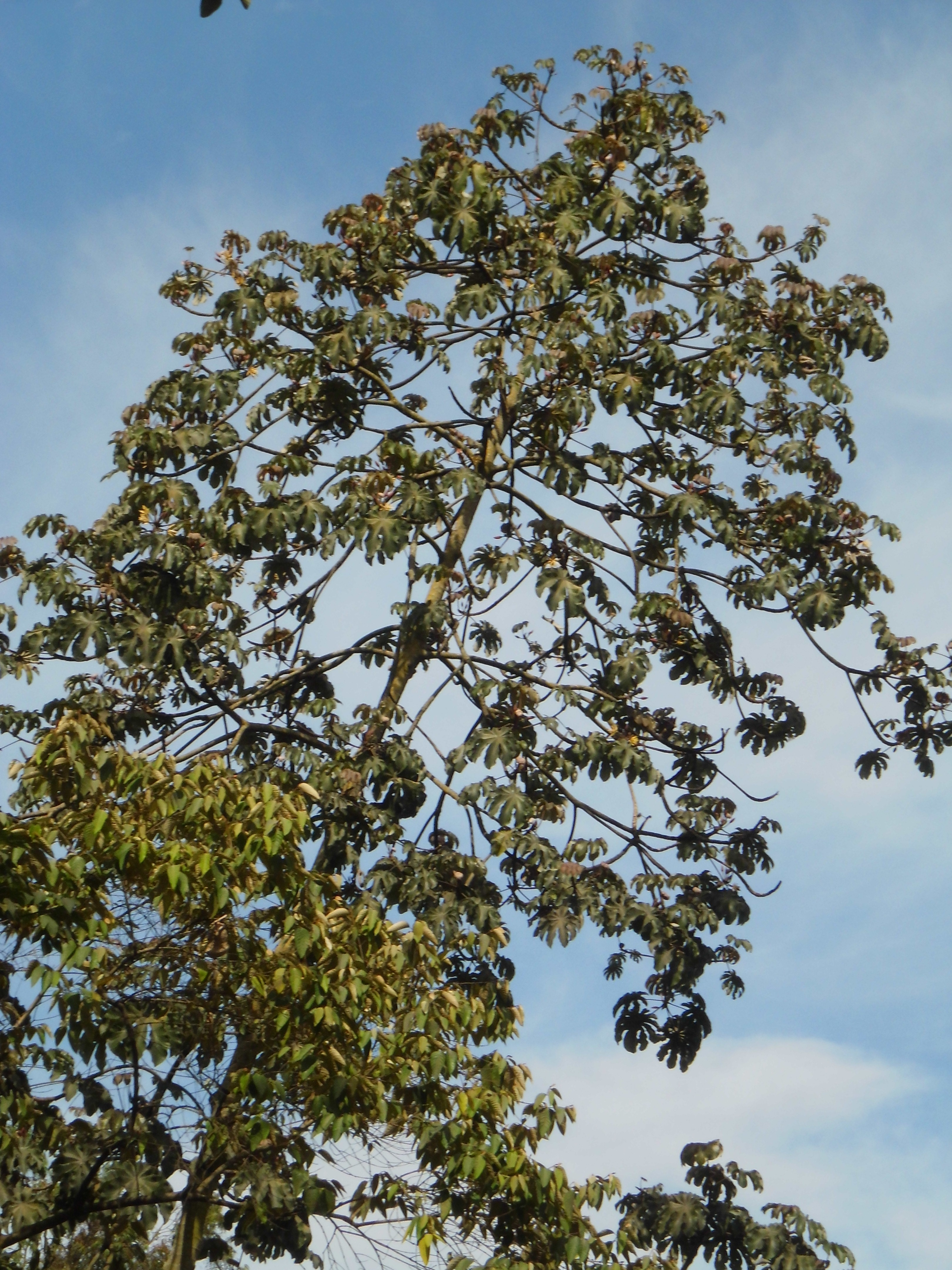